# Miklós Gulyás
Miklós Gulyás, född 31 januari 1938 i Budapest, död 20 april 2013 i S:t Görans församling i Stockholm, var en ungersk-svensk bibliotekarie och författare.
Gulyás utvandrade från Ungern till Sverige efter Ungernrevolten 1956. Han arbetade som bibliotekarie i Säffle, Malmö och Upplands-bro. Hans son Georg är en klassisk gitarrist och pedagog. 
Han har gett ut flera skrifter om biblioteksväsenden samt även skrivit om Ungerska företeelser i Rumänien, utgivet på ungerska.